# آیوار سوئرد
آیوار سوئرد (انگلیسی: Aivar Sõerd؛ زادهٔ ۲۲ نوامبر ۱۹۶۴) سیاستمدار و نماینده مجلس اهل استونی است.